# Pallanuoto ai Giochi della XXXII Olimpiade - Torneo femminile
Il torneo femminile di pallanuoto ai Giochi della XXXII Olimpiade a Tokyo, in Giappone, si è svolto dal 24 luglio al 7 agosto 2021. Le partite si sono giocate al Tokyo Tatsumi International Swimming Center.

## Schede della competizione
| G | Group stage | ¼ | Quarter-finals | ½ | Semi-finals | B | Bronze medal match | F | Final |

| Evento↓/Data → | Sab 24 | Dom 25 | Lun 26 | Mar 27 | Mer 28 | Gio 29 | Ven 30 | Sab 31 | Dom 1 | Lun 2 | Mar 3 | Mer 4 | Gio 5 | Ven 6 | Sab 7 | Sab 7 |
| -------------- | ------ | ------ | ------ | ------ | ------ | ------ | ------ | ------ | ----- | ----- | ----- | ----- | ----- | ----- | ----- | ----- |
| Donne          | G      |        | G      |        | G      |        | G      |        | G     |       | ¼     |       | ½     |       | B     | F     |

## Fasce
Le fasce sono state annunciate il 21 febbraio 2021.
| Pot 1              | Pot 2         | Pot 3                | Pot 4       | Pot 5              |
| ------------------ | ------------- | -------------------- | ----------- | ------------------ |
| Stati Uniti Spagna | ROC Australia | Ungheria Paesi Bassi | Canada Cina | Sudafrica Giappone |

## Fase preliminare

### Gruppo A
| Pos. | Squadra     | Pt | G | V | N | P | GF | GS | DR  |
| ---- | ----------- | -- | - | - | - | - | -- | -- | --- |
| 1    | Spagna      | 6  | 4 | 3 | 0 | 1 | 71 | 37 | +34 |
| 2    | Australia   | 6  | 4 | 3 | 0 | 1 | 46 | 33 | +13 |
| 3    | Paesi Bassi | 6  | 4 | 3 | 0 | 1 | 75 | 41 | +34 |
| 4    | Canada      | 2  | 4 | 1 | 0 | 3 | 48 | 39 | +9  |
| 5    | Sudafrica   | 0  | 4 | 0 | 0 | 4 | 7  | 97 | -90 |

| Gara | Data      | Ora   | Partita     | Partita | Partita     |
| ---- | --------- | ----- | ----------- | ------- | ----------- |
| 1    | 24 luglio | 14:00 | Canada      | 5-8     | Australia   |
| 2    | 24 luglio | 15:30 | Sudafrica   | 4-29    | Spagna      |
| 3    | 26 luglio | 18:20 | Australia   | 15-12   | Paesi Bassi |
| 4    | 26 luglio | 19:50 | Spagna      | 14-10   | Canada      |
| 5    | 28 luglio | 14:00 | Canada      | 21-1    | Sudafrica   |
| 6    | 28 luglio | 15:30 | Paesi Bassi | 14-13   | Spagna      |
| 7    | 30 luglio | 14:00 | Sudafrica   | 1-33    | Paesi Bassi |
| 8    | 30 luglio | 19:50 | Spagna      | 15-9    | Australia   |
| 9    | 1 agosto  | 15:30 | Paesi Bassi | 16-12   | Canada      |
| 10   | 1 agosto  | 19:30 | Australia   | 14-1    | Sudafrica   |

### Gruppo B
| Pos. | Squadra     | Pt | G | V | N | P | GF | GS | DR  |
| ---- | ----------- | -- | - | - | - | - | -- | -- | --- |
| 1    | Stati Uniti | 6  | 4 | 3 | 0 | 1 | 64 | 26 | +38 |
| 2    | Ungheria    | 5  | 4 | 2 | 1 | 1 | 46 | 43 | +3  |
| 3    | ROC         | 5  | 4 | 2 | 1 | 1 | 53 | 61 | -8  |
| 4    | Cina        | 4  | 4 | 2 | 0 | 2 | 51 | 50 | +1  |
| 5    | Giappone    | 0  | 4 | 0 | 0 | 4 | 44 | 78 | -34 |

| Gara | Data      | Ora   | Partita     | Partita | Partita     |
| ---- | --------- | ----- | ----------- | ------- | ----------- |
| 1    | 24 luglio | 18:20 | Giappone    | 4-25    | Stati Uniti |
| 2    | 24 luglio | 19:50 | Cina        | 17-18   | ROC         |
| 3    | 26 luglio | 14:00 | Stati Uniti | 12-7    | Cina        |
| 4    | 26 luglio | 15:30 | ROC         | 10-10   | Ungheria    |
| 5    | 28 luglio | 18:20 | Cina        | 16-11   | Giappone    |
| 6    | 28 luglio | 19:50 | Ungheria    | 10-9    | Stati Uniti |
| 7    | 30 luglio | 15:30 | Stati Uniti | 18-5    | ROC         |
| 8    | 30 luglio | 18:20 | Giappone    | 13-17   | Ungheria    |
| 9    | 1 agosto  | 14:00 | Ungheria    | 9-11    | Cina        |
| 10   | 1 agosto  | 18:20 | ROC         | 20-16   | Giappone    |

## Fase finale

### Tabellone 1º- 4º posto
|  | Quarti di finale | Quarti di finale |               |     | Semifinali                | Semifinali                |  |  | Finale        | Finale |
|  |                  |                  |               |     |                           |                           |  |  |               |        |
|  | 3 agosto 2020    |                  |               |     |                           |                           |  |  |               |        |
|  |                  |                  |               |     |                           |                           |  |  |               |        |
|  | A1 Spagna        | 11               |               |     |                           |                           |  |  |               |        |
|  | A1 Spagna        | 11               | 5 agosto 2020 |     |                           |                           |  |  |               |        |
|  | B4 Cina          | 7                |               |     |                           |                           |  |  |               |        |
|  | B4 Cina          | 7                | Spagna        | 8   |                           |                           |  |  |               |        |
|  | 3 agosto 2020    |                  | Spagna        | 8   |                           |                           |  |  |               |        |
|  |                  | Ungheria         | 6             |     |                           |                           |  |  |               |        |
|  | B2 Ungheria      | Ungheria         | 6             | 14  |                           |                           |  |  |               |        |
|  | B2 Ungheria      |                  | 7 agosto 2020 | 14  |                           |                           |  |  |               |        |
|  | A3 Paesi Bassi   | 11               |               |     |                           |                           |  |  |               |        |
|  | A3 Paesi Bassi   | 11               | Spagna        | 5   |                           |                           |  |  |               |        |
|  | 3 agosto 2020    |                  | Spagna        | 5   |                           |                           |  |  |               |        |
|  |                  | Stati Uniti      | 14            |     |                           |                           |  |  |               |        |
|  | A2 Australia     | Stati Uniti      | 14            | 8   |                           |                           |  |  |               |        |
|  | A2 Australia     | 5 agosto 2020    |               | 8   |                           |                           |  |  |               |        |
|  | B3 ROC           | 9                |               |     |                           |                           |  |  |               |        |
|  | B3 ROC           | 9                | ROC           | 11  | Finale per il terzo posto | Finale per il terzo posto |  |  |               |        |
|  | 3 agosto 2020    |                  | ROC           | 11  | Finale per il terzo posto | Finale per il terzo posto |  |  |               |        |
|  |                  | Stati Uniti      | 15            |     |                           |                           |  |  |               |        |
|  | B1 Stati Uniti   | Stati Uniti      | 15            | 16  | Ungheria                  | 11                        |  |  |               |        |
|  | B1 Stati Uniti   |                  |               | 16  | Ungheria                  | 11                        |  |  |               |        |
|  | A4 Canada        | 5                |               | ROC | 9                         |                           |  |  |               |        |
|  | A4 Canada        | 5                |               |     | 9                         |                           |  |  |               |        |
|  |                  |                  |               |     |                           |                           |  |  | 7 agosto 2020 |        |
|  |                  |                  |               |     |                           |                           |  |  |               |        |

### Tabellone 5º- 8º posto
|  | Semifinali  | Semifinali  | Semifinali  |             |           | Finale          | Finale          | Finale          |  |
|  |             |             |             |             |           |                 |                 |                 |  |
|  | Australia   | Australia   | 14          |             |           |                 |                 |                 |  |
|  | Australia   | Australia   | 14          |             |           |                 |                 |                 |  |
|  | Canada      | Canada      | 12          |             |           |                 |                 |                 |  |
|  | Canada      | Canada      | 12          |             | Australia | Australia       | 14              |                 |  |
|  |             |             |             |             | Australia | Australia       | 14              |                 |  |
|  |             |             | Paesi Bassi | Paesi Bassi | 7         |                 |                 |                 |  |
|  | Cina        | Cina        | Paesi Bassi | Paesi Bassi | 7         | 6               |                 |                 |  |
|  | Cina        | Cina        |             |             |           | 6               |                 |                 |  |
|  | Paesi Bassi | Paesi Bassi | 13          |             |           | Finale 3º posto | Finale 3º posto | Finale 3º posto |  |
|  | Paesi Bassi | Paesi Bassi | 13          |             |           |                 |                 |                 |  |
|  |             |             |             |             |           |                 |                 |                 |  |
|  |             |             |             |             |           | Canada          | Canada          | 16              |  |
|  |             |             |             |             |           | Canada          | Canada          | 16              |  |
|  |             |             |             |             |           | Cina            | Cina            | 7               |  |

## Classifica finale
| Campione Olimpico | Campione Olimpico | Campione Olimpico |
| --- | ----------------- | --- |
| Stati UnitiJohnson · Musselman · Seidemann · Fattal · Hauschild · Steffens · Haralabidis · A. Fischer · Gilchrist · M. Fischer · Williams · Longan, CT: Adam Krikorian |                   | |
| Argento | Spagna            | SpagnaEster · Bach · Espar · Ortiz · Ruiz · Gonzalez · del Pilar Peña · Forca · Tarragó · García Godoy · Leiton · Sanchez, CT: Miki Oca          |
| Bronzo | Ungheria          | UngheriaSzilágyi · Valyi · Gurisatti · Szűcs · Parkes · Illés · Keszthelyi · Leimeter · Gyongyossy · Rybanska · Garda · Magyari, CT: Attila Biro |
| 4 | ROC               | |
| 5 | Australia         | |
| 6 | Paesi Bassi       | |
| 7 | Canada            | |
| 8 | Cina              | |
| 9 | Giappone          | |
| 9 | Sudafrica         | |